# Władimir Zarubin
Władimir Iwanowicz Zarubin, ros. Влади́мир Ива́нович Зару́бин (ur. 7 sierpnia 1925 roku w Adnrijadobkwie w Obwodzie orłowskim, zm. 21 czerwca 1996 roku w Moskwie) – radziecki animator współpracujący ze studiem filmów animowanych Sojuzmultfilm.
W latach 1970–1976 był animatorem do filmu animowanego Wilk i Zając.

## Wybrana filmografia
- 1962: Dzikie łabędzie (Дикие лебеди)
- 1963: Udziałowiec (Акционеры)
- 1966: Wspaniały stateczek (Гордый кораблик)
- 1969: Śnieżynka (Снегурка)
- 1970: Wilk i Zając (odcinek 2) «Ну, погоди! (выпуск 2)»
- 1971: Wilk i Zając (odcinek 4) «Ну, погоди! (выпуск 4)»
- 1973: Maugli (Маугли)
- 1973: Śladami muzykantów z Bremy (по следам Бременских музыкантов)
- 1973: Wasilijok (Василёк)
- 1976: Wilk i Zając (odcinek 9) «Ну, погоди! (выпуск 9)»
- 1977: Poligon
- 1978: Jak kaczorek grajek został piłkarzem (Как утёнок-музыкант стал футболистом)
- 1981: Na ratunek (Он попался!)
- 1981: Alicja i tajemnica trzeciej planety (Тайна третьей планеты)
- 1981: Urodziny babci (День рождения бабушки)
- 1982: Był sobie pies (Жил-был пёс)
- 1984: Bajka o carze Sałtanie (Сказка о царе Салтане)